# Cachoeiro de Itapemirim (gemeente)
Cachoeiro de Itapemirim is een gemeente in de Braziliaanse deelstaat Espírito Santo. De gemeente telt 185.784 inwoners (schatting 2022).

## Geografie

### Aangrenzende gemeenten
De gemeente grenst aan Alegre, Atílio Vivácqua, Castelo, Itapemirim, Jerônimo Monteiro, Muqui en Vargem Alta.

### Hydrografie
Door de plaats stroomt de rivier de Itapemirim. Andere rivieren zijn de Castelo, Fruteiras (zijrivier van de Castelo) en Norte. Deze rivieren monden uit in de Itapemirim.

### Beschermde gebieden
Bosgebieden
- Floresta Nacional de Pacotuba
- Monumento Natural o Frade e a Freira
- Reserva Particular do Patrimônio Natural Cafundó

## Religie
De plaats is zetel van het rooms-katholieke bisdom Cachoeiro de Itapemirim.

## Verkeer en vervoer

### Wegen
De plaats is verbonden met de omliggende gemeenten via de hoofdwegen BR-101 (noord/zuid), BR-393 (west) en BR-482/ES-482 (zuid/west). En via diverse regionale wegen ES-164 (oost), ES-166 (noord) en ES-489 (zuid). 

### Luchtwegen
Naast de plaats ligt de luchthaven Aeroporto de Cachoeiro de Itapemirim.

## Geboren
- Roberto Carlos (1941), zanger en componist
- Maxwell Scherrer Cabelino Andrade, "Maxwell" (1981), voetballer
- Larissa França (1982), beachvolleybalster
- Ramon de Morais Motta (1988), voetballer

## Galerij

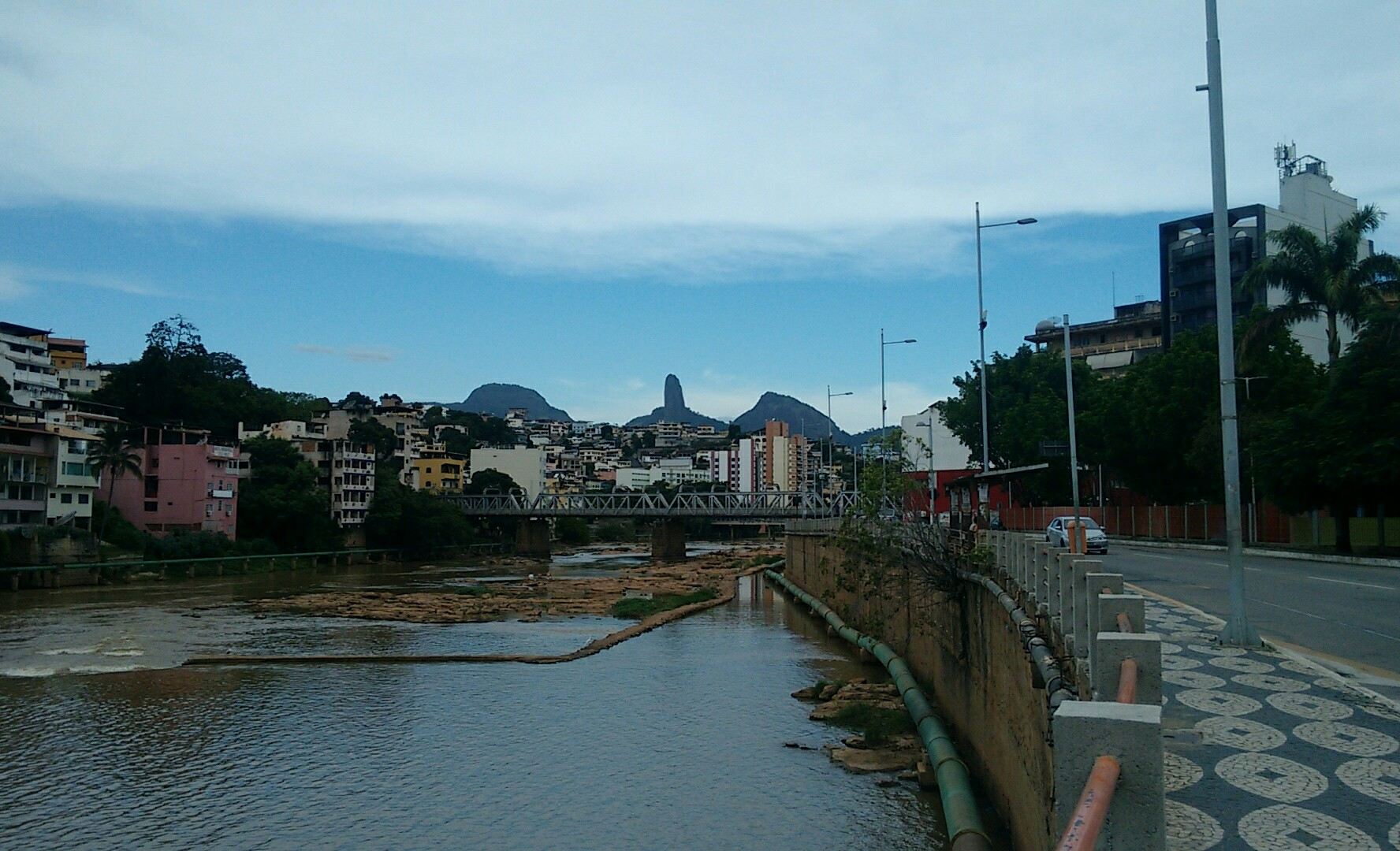
De hoofdweg Av. Beira-Rio en de rivier Itapemirim in Cachoeiro